# Saint-Martin-de-Sallen

Saint-Martin-de-Sallen este o comună în departamentul Calvados, Franța. În 1 ianuarie 2018 avea o populație de 620 de locuitori.